# 제4회 부산국제영화제
제4회 부산국제영화제는 1999년 10월 14일부터 1999년 10월 23일까지 열린 영화제이다. 부산 해운대, 남포동에서 개최되었다.

## 수상

### 뉴 커런츠상
- 타임리스 멜로디 - 오쿠하라 히로시 수상

### 선재상
- 1979년 10월 28일 일요일 맑음 - 권종관 수상

### 운파상
- 민들레 - 이경순, 최하동하 수상

### 넷팩상 (아시아영화진흥기구상)
- 새는 폐곡선을 그린다 - 전수일 수상

### 국제영화평론가 협회상
- 컵 - 키엔체 노르부 수상

### PSB 영화상
- 쌍생아 - 츠카모토 신야 수상